# Chung So-young
Chung So-young, född 4 mars 1967, är en sydkoreansk idrottare som tog guld i badminton tillsammans med Hwang Hye-young vid olympiska sommarspelen 1992 i Barcelona.